# Luca Fusi
Luca Danilo Fusi (Lecco, 7 de junio de 1963) es un exfutbolista y entrenador italiano. Jugó de mediocampista.

## Trayectoria
Se formó en la cantera del Como, debutando en el primer equipo en 1981. En 1986 fue transferido a la Sampdoria, permaneciendo en el equipo genovés hasta 1988, año en el que ganó una Copa de Italia.
El mismo año fichó con el Napoli, con el que se consagró campeón de la Copa de la UEFA (1988/89) y de la Liga italiana (1989/90). En 1990 pasó al Torino, con el que ganó una Copa Mitropa y otra Copa de Italia. Inolvidable, para los hinchas granata, su gol al Real Madrid en la semifinal de la Copa de la UEFA 1991-92.
En 1994 fue contratado por la Juventus, donde logró un Scudetto, una Copa de Italia y una Supercopa de Italia. Su último equipo fue el Lugano suizo.
Fusi inició su carrera como entrenador en 1997, en las categorías inferiores de la Atalanta (giovanissimi y berretti). En 2005 pasó al Cesena, en calidad de entrenador de la Primavera. En 2007/08 fue el técnico del Bellaria Igea Marina (Serie C2/B). La temporada siguiente firmó con el Real Marcianise, club campano de tercera división italiana. El 7 de julio de 2009 fue contratado por el Foligno, que militaba en la misma división; fue cesado de su cargo el 27 de abril de 2010.

## Selección nacional
Ha sido internacional con la Selección de fútbol de Italia en ocho ocasiones, debutando el 31 de marzo de 1988 en Split contra la Yugoslavia. Fue convocado para participar en la Eurocopa 1988, aunque no jugó ningún partido.

### Participaciones en Eurocopas
| Eurocopa      | Sede             | Resultado |
| ------------- | ---------------- | --------- |
| Eurocopa 1988 | Alemania Federal | Semifinal |

## Clubes

### Como jugador
| Club          | País   | Año         |
| ------------- | ------ | ----------- |
| Calcio Como   | Italia | 1981 - 1986 |
| UC Sampdoria  | Italia | 1986 - 1988 |
| SSC Napoli    | Italia | 1988 - 1990 |
| Torino Calcio | Italia | 1990 - 1994 |
| Juventus FC   | Italia | 1994 - 1996 |
| FC Lugano     | Suiza  | 1996 - 1997 |

### Como entrenador
| Club                    | País   | Año         |
| ----------------------- | ------ | ----------- |
| AC Bellaria Igea Marina | Italia | 2007 - 2008 |
| Real Marcianise Calcio  | Italia | 2008 - 2009 |
| Foligno Calcio          | Italia | 2009 - 2010 |
| Castel Rigone Calcio    | Italia | 2013 - 2014 |
| AC Bellaria Igea Marina | Italia | 2019 - 2022 |
| US Bellagina            | Italia | 2023 -      |

## Palmarés

### Campeonatos nacionales
| Título              | Club          | País   | Año         |
| ------------------- | ------------- | ------ | ----------- |
| Copa de Italia      | UC Sampdoria  | Italia | 1987 - 1988 |
| Serie A             | SSC Napoli    | Italia | 1989 - 1990 |
| Copa de Italia      | Torino Calcio | Italia | 1992 - 1993 |
| Serie A             | Juventus FC   | Italia | 1994 - 1995 |
| Copa de Italia      | Juventus FC   | Italia | 1994 - 1995 |
| Supercopa de Italia | Juventus FC   | Italia | 1995        |

### Copas internacionales
| Título          | Club          | País   | Año         |
| --------------- | ------------- | ------ | ----------- |
| Copa de la UEFA | SSC Napoli    | Italia | 1988 - 1989 |
| Copa Mitropa    | Torino Calcio | Italia | 1991        |